# Ploceus megarhynchus
Ploceus megarhynchus е вид птица от семейство Ploceidae. Видът е световно застрашен, със статут Уязвим.

## Разпространение
Видът е разпространен в Индия и Непал.